# Pętla Wadleya
Pętla Wadleya jest tanią metodą syntezy częstotliwości eliminującą błąd generatora pasmowego. Dzięki mieszaczowi różnicowemu na końcu pętli następuje znaczna redukcja szumów. Układ był stosowany głównie w tanich odbiornikach radiowych i obecnie jest wypierany przez syntezę cyfrową.
Główną wadą jest potrójna przemiana częstotliwości, z której wynikają zniekształcenia intermodulacyjne (modulacja skrośna).
gdzie: Mx – mieszacz (+ sumacyjny, – różnicowy)